# Иоганн Сальватор Австрийский
Иоганн Сальватор Австрийский (нем. Johann Salvator von Österreich-Toskana; 25 ноября 1852, Флоренция — около 12 июля 1890, Горн) — эрцгерцог австрийский.

## Биография
Иоганн Сальватор, потомок одной из ветвей Габсбургской династии, был младшим сыном великого герцога Леопольда II Тосканского и Марии-Антонии, принцессы Обеих Сицилий. Уроженец Флоренции; при крещении ему было дано длинное итальянское имя Giovanni Nepomuceno Maria Annunziata Giuseppe Giovanni Batista Ferdinando Baldassare Luigi Gonzaga Pietro Alessandrino Zanobi Antonino. Он был музыкально одарённым ребёнком. Ещё в юные годы он написал вальс, который представил публике Иоганн Штраус, но настоящее имя композитора по понятным причинам умалчивалось. Иоганн Сальватор взял псевдоним «Иоганн Траунварт».

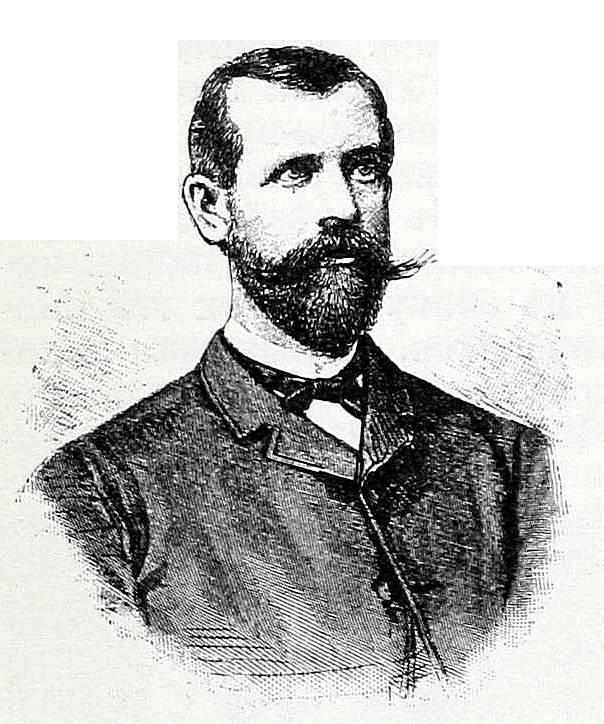
Иоанн-Непомук-Сальватор
(рис. из «Военной энциклопедии»)

Иоганн Сальватор был другом и единомышленником кронпринца Рудольфа: два молодых Габсбурга весьма критически относились к Австрийскому государственному строю и, по неподтверждённым данным австрийской охранки, планировали заговор с целью свержения императора Франца-Иосифа и возведения на его трон Рудольфа; сам Сальватор должен был при этом занять трон полунезависимой Венгрии.
В 1878 году Иоганн Сальватор участвовал в Боснийском походе, когда претворено было в жизнь постановление Берлинского конгресса об австро-венгерской оккупации Боснии и Герцеговины. В 1879 году стал дивизионным командиром. Его брошюра: «Дрессировка или воспитание» («Drill oder Erziehung», 3 изд., Вена, 1883) вызвала неудовольствие в высших сферах, и он был переведён в Линц; ещё менее понравилась Францу-Иосифу его кандидатура на Болгарский престол (1886 год).
Лишённый вскоре командования дивизией, Иоганн вышел в отставку, изучил мореходное дело и выдержал экзамен на шкипера дальнего плавания.
Тяжело переживая самоубийство кронпринца Рудольфа в Майерлинге, Иоганн Сальватор в октябре 1889 года отказался от титула, родовых прав и эрцгерцогского удела, приняв — по одному из замков его матери, на Гмунденском озере, — фамилию Орт (Orth). 26 марта 1890 года он на парусном судне «Санта-Маргерита» вышел из Гамбурга в Буэнос-Айрес, откуда направился в Вальпараисо. Ряд историков предполагает, что во время последней поездки его судно затонуло у мыса Горн.

Другую версию предложили французский моряк Жан Делаборд-младший и австралийский историк Хельмут Лоофс-Виссова (Helmut Loofs-Wissowa): 
После всего случившегося Иоганн Сальватор фон Габсбург тотчас же покинул Австрию и Европу — и под фамилией Иоганн Орт на своей шхуне «Санта-Маргерита» добрался до Магелланова пролива. Когда «Санта-Маргерита» потерпела здесь крушение, он заставил весь мир поверить в свою гибель, жил ещё некоторое время в Пунта-Аренас и наконец действительно исчез, то есть так хорошо укрылся от внимания и любопытства своих ближних, будто на самом деле погиб где-то у рифов Огненной Земли… Даже ещё и сегодня в Патагонии можно легко исчезнуть и заставить себя забыть; в то время это было значительно легче. Тогда, в 1890 году, Пунта-Аренас, столица и единственный порт самой южной чилийской провинции с населением около 3000 человек, был лишь скоплением бараков с несколькими протянувшимися в различных направлениях ветхими заборами, пытавшимися обозначить границы подобия улиц. Из жителей только немногие могли дать о себе точные сведения и представить доказательства определённой национальности и честной профессии. Каждый жил своей жизнью, как хотел и как мог. К этим золотоискателям, случайным пастухам и беглым морякам прибавился ещё один — Иоганн Орт; но это был авантюрист, у которого в жизни осталось только две цели: одна — это полный разрыв с прошлым, забвение своего титула и ранга императорского и королевского высочества, интриг и драм венского двора, и другая — исследование крайнего юга, суровая красота которого сразу захватила его. Всё же трудно себе представить больший контраст между прежним образом жизни и средой эрцгерцога и выбранным им существованием на исхлёстанном штормами побережье Огненной Земли. Здесь, у пролива Бигль, по которому проплывал в своё время Дарвин, и поселился Иоганн Орт… Позднее он отправляется на северо-запад и в течение ряда лет под непрерывными ливнями блуждает по лабиринту Патагонско-Огнеземельского архипелага, посещает самые отдалённые, безлюдные островки, где только на некоторых живут одинокие рыбаки-индейцы. Он проникает в самые глубокие, врезающиеся в Анды фиорды и наконец достигает самих Анд и восхищается их блеском. У подножия гранитных обледенелых башен Фицроя, которые отражаются в громадных озёрах Анд Патагонии, строит примитивное ранчо и называет его Каньядон-Ларго. Принц живёт здесь в полном уединении, возле него только лошади и коровы; спит на шкурах, для освещения пользуется светильником из жира. Охотится и изучает мир животных и растений, особенно интересуется ранее почти совершенно неисследованной топографией этой части Анд; бродит в гopax по всем направлениям, чтобы отыскать проход на запад, так как не может поверить, чтобы в гигантской стене перед Тихим океаном не было бы где-нибудь прохода… В своей дымной хижине среди шкур гуанако и вонючих светильников Иоганн Орт сохраняет живой ум, неудовлетворённую жажду знаний, манеры, чистоплотность и почти элегантность Иоганна Сальватора фон Габсбурга. Когда один французский путешественник случайно наткнулся на его хижину, то был поражён светской вежливостью ранчеро; они беседовали сначала по-испански, затем на языке гостя, на котором хозяин говорил так же бегло и уверенно, как на испанском или на немецком. Осыпанный почестями, принц к ним больше не стремился; привыкший к роскоши, он не искал даже комфорта. Он был пресыщен светской жизнью и на краю земли обрёл покой. С миром в душе в этом избранном им самим уединении, у подножия гигантского Фицроя, эрцгерцог Иоганн Сальватор фон Габсбург умер в 1910 году. Проход через Анды к Тихому океану, который он надеялся найти, открыть ему не удалось, так как его не существует. Но Иоганн Орт обрёл то, чего не знал Иоганн Сальватор фон Габсбург: душевный покой, а это, если вообще выпадает на долю человека, — счастье.

  
В 1911 году Сальватор и его жена, оперная танцовщица Милли Штубель (Milly Stubel), были официально объявлены погибшими. В русской газете «Раннее Утро» от 11 сентября (29 августа) 1912 года появилась статья «Тайна Иоганна Орта», составленная по материалам австрийской прессы: 
В 1890 г. австрийский эрцгерцог Иоганн Сальватор оставил свои титулы, ордена, замок и поместья и уехал неизвестно куда. Вскоре его пребывание было открыто в Южной Америке, где под именем Орта он вступил в брак с одной певицей. Францу Мейергоферу было поручено охранять все владения отрекшегося от двора эрцгерцога. Среди дворцов его был один, в котором собраны были редкие экземпляры искусства. Год тому назад истёк срок, назначенный австрийским двором для охраны имущества Иоганна Сальватора. Всеми призвано было, что Иоганн Орт потонул со своей женой на корабле «Св. Маргарита» при входе в Магелланов пролив. Когда на днях вышло распоряжение о продаже всего имущества эрцгерцога, его верный хранитель Мейергофер мгновенно скончался от разрыва сердца.

## Труды Иоганна Сальватора
- Betrachtungen über die Organisation der cesterr. Artillerie (анонимно, Вена, 1875).
- Geschichte des K. K. Linien-Infanterie Regiments Erzherzog Wilhelm № 12 (Вена, 1877—1880).
- Einblicke in den Spiritismus (Линц, 1885).

Иоанн был также и композитором и написал либретто балета «Ассассины».